# Anouk Vergé-Dépré
Anouk Vergé-Dépré, född 11 februari 1992 i Bern, Schweiz, är en beachvolleyspelare (och tidigare volleybollspelare). Hon blev europamästerare 2020 och tog brons vid OS 2021.

## Biografi

### Tidiga år
Vergé-Dépré kommer från en volleybollfamilj. Både hennes far Jean-Charles Vergé-Dépré (ursprungligen från Guadeloupe) och hennes mor Sandra Bratschi (från Berner Oberland i Schweiz), spelade volleyboll i den högsta schweiziska ligan. Anouks syster Zoé Vergé-Dépré är även hon beachvolleyproffs.
Vergé-Dépré började spela volleyboll inomhus vid tio års ålder. Hon spelade med Volley Köniz. Bland andra tränarna Bernhard Steiner och Olga Schkurnowa påverkade henne i början. Hon spelade även i inomhusjuniorlandslaget under ledning av Florian Steingruber.

### Tidig seniorkarriär
Med Volley Köniz, där hennes pappa också arbetade som tränare, gick hon upp i Nationalliga A (högsta serien) 2009. Hon gick efter en säsong över till ligakonkurrenten Sm'Aesch Pfeffingen. Med denna klubb blev hon schweizisk tvåa och supercupfinalist 2010. Ett år senare fick hon volleybollförbundets utmärkelse som årets yngling 2011.
Samtidigt vann hon schweiziska U15- och U18-mästerskapet tre gånger som beachvolleybollspelare på sommaren med Kim Spring och Joana Heidrich. Tillsammans med Joana Winter tog hon en femteplats vid U19-VM 2009. Hon blev schweisisk U21-mästare 2010. Då Sarah Schmocker var skadad ersatte Vergé-Dépré henne henne som partner till Isabelle Forrer vid schweiziska mästerskapet där de tog brons, hennes första medalj på seniornivå.
Samarbetet med Forrer permanentades 2011, då Vergé-Dépré även avslutade sin inomhuskarriär och gick över till att bara spela beach. De bägge deltog i (kvalspel till) FIVB Beach Volleyball World Tour 2012. 2012 vann de Masters-turneringen i Baden. Vid EM 2012 åkte de ut i åttondelsfinalen. De kom även nia vid Grand Slam i Berlin och Klagenfurt och vid Masters i Varna.
Vergé-Depré vann U21-VM tillsammans med Nina Betschart 2012. Tillsammans med Forrer blev hon schweizisk mästare för första gången. Vid VM gick de vidare från första gruppspelet, men åkte sedan ur. Vid EM 2013 gick de till kvartsfinalen. Tillsammans med Beschart vann hon U22-EM 2013. I oktober slutade hon femma med Forrer på Grand Slam i São Paulo. Forrer/Vergé-Dépré tog andraplatsen vid schweiziska mästerskapet. Vid EM 2014 åkte de bägge ut i åttondelsfinalen. De tog sig till finalen på CEV Masters i Biel/Bienne. Några dagar senare nådde de finalen i schweiziska mästerskapet.

### Mitten av 2010-talet
2015 hade duon Forrer/Vergé-Dépré en svag start på säsongen innan de slutade femma vid Grand Slam-tävlingen i Sankt Petersburg. Vid VM tog de sig vidare från gruppen, men åkte sedan ur, och vid EM åkte de ur i åttondelsfinalen. En vecka efter EM nådde Forrer/Vergé-Dépré finalen i Masters-turneringen i Biel/Bienne för andra gången i rad. Det blev också två niondeplatser vid Grand Slam-turneringarna i Long Beach och Olsztyn. De vann schweiziska mästerskapet för andra gången genom seger över Goricanec/Hüberli i finalen. De tog sina första medaljer på världstouren i Sochi.
I början av säsongen 2016 spelade Forrer/Vergé-Dépré tre turneringar i Brasilien, där de kom fyra på Grand Slam i Rio och nia vid Maceió och Vitória Open. De vann sedan finalen i Xiamen Open mot österrikarna Stefanie Schwaiger och Barbara Hansel, vilket var deras första seger på världstouren. I  EM åkte de ur i åttondelsfinalen. De kvalificerade sig för de olympiska spelen i Rio de Janeiro. Där åkte de ur i åttondelsfinalen mot de blivande olympiska mästarna Ludwig/Walkenhorst. Vid tourfinalen kom paret trea.
Då Forrer avslutade sin karriär 2016 spelar Vergé-Dépré sedan 2017 Joana Heidrich (vars tidigare partner Nadine Zumkehr också hade avslutat sin karriär). Detta innebar en stor förändring då Vergé-Dépré gick från att vara blockspelare till att vara försvarsspelare och även bytte sida från höger till vänster. De gick till kvartsfinal i tourfinalen. De blev schweiziska mästare genom att besegra  Betschart / Hüberli och nådde en sjundeplats på världsrankingen, det dittills bästa för ett schweiziskt lag.

### Sent 2010-tal
Heidrich/Vergé-Dépré kom 2018 tvåa i den fyrstjärniga turneringen i Itapema. Därefter tog lagets säsong tillsammans slut då Heidrich drabbades av diskbråck och behövde opereras. Därför spelade Anouk tillsammans med sin yngre syster Zoé Vergé-Dépré vid EM, där de nådde åttondelsfinal. För att inte tappa några FIVB-poäng avslutade hon därefter själv sitt spel på världstouren. Hon åkte över till USA där hon tränade tillsammans med  trefaldige olympiska mästaren Kerri Walsh Jennings.
Under 2019 startade de säsongen svagt. Vid VM gick de till åttondelsfinal. Vid EM kom de fyra. Veckan därpå vann de sin första tourseger tillsammans när de vann den 4-stjärniga turneringen mot den brasilianska duon Talita/Lima och firade därmed sin första World Tour-seger i den nya konstellationen. Vid de schweiziska mästerskapen kom de tvåa. Då kom fyra vid världstourfinalen i Rom. Efter säsongen var de tolva på den olympiska rankingen och elva på världsrankingen.

### Senare år
På grund av Covid-19-pandemin var 2020 ett år med sparsamt tävlande, den när paret tävlade gick det bra. I juli 2020 vann Heidrich/Vergé-Dépré den första turneringen i den tyska Comdirect Beach Tour 2020 i Düsseldorf. De vann EM i september genom att besegra Kim Behrens och Cinja Tillmann i finalen.
De följande året deltog paret i OS, där de tog brons. Tillsammans med tyska Laura Ludwig vann Vergé-Dépré den internationella turneringen King of the Court i Hamburg i augusti. Vid världstoursfinalen kom Heidrich/Vergé-Dépré sjua. 
På den nyskapade FIVB World Beach Pro Tour 2022 hade de idel topp 10-placeringar fram till VM. Där gick laget till semifinal, men i matchen om tredjepriset skadade Heidrich sin axel så illa att de inte kunde fortsätta spela. Vid EM spelade Vergé-Dépré tillsammans med Menia Bentele och nådde kvartsfinal. Sedan april 2023 har Vergé-Dépré spelat på World Beach Pro Tour med den återställda Joana Heidrich, som efter giftermål bytt namn till Joana Mäder. Vid EM tog Vergé-Dépré/Mäder brons. Vid VM klarade de sig vidare från gruppspelet, men åkte sedan ur.

### Övriga aktiviteter
Förutom att spela på touren har Vergé-Dépré tillsammans med Madelein Meppelink skapat spelarfacket International Beach Volleyball Players Association (IBVPA).